# Johann Carl Ludwig Prillwitz
Johann Carl Ludwig Prillwitz (* 1758 oder 1759 in Braunschweig; † 1810 in Jena) war ein deutscher Schriftgießer.
Er begann im Oktober 1784 ein Studium und heiratete im gleichen Jahr Eva Maria Freireiß, eine Hutmachertochter aus Frankfurt, mit der er sieben Kinder zeugte. 
Der Weimarer Verleger Friedrich Justin Bertuch hatte im Jahr 1784 die Jenaische Allgemeine Literaturzeitung mitbegründet und Prillwitz stattete sie mit seinen Antiqua-Lettern aus. Bertuch, ein Befürworter der Antiqua, gab Prillwitz auch eine Bühne für seine Schriften und ließ ihn 1790 die ersten Proben Didot’scher Lettern im Journal des Luxus und der Moden veröffentlichen. Weitere nennenswerte Anwendungen der später nur noch Prillwitz genannten Type waren die Gesamtausgabe der Werke Wielands und Klopstocks.